# Wilhelm von Specht

Das Wappen der Familie von Specht

Wilhelm Hans Ferdinand Georg Maximilian von Specht (* 13. April 1838 in Kassel; † 27. November 1910 in Lichterfelde) war ein preußischer Generalmajor.

## Leben

### Herkunft
Er entstammte dem alten niedersächsischen Adelsgeschlecht von Specht und war der Sohn des kurfürstlich hessischen Generalmajors und späteren preußischen Generalleutnants Friedrich von Specht (1803–1879) und dessen erster Ehefrau Luise Büchling (1805–1841). Sein jüngerer Halbbruder war der fürstlich schaumburg-lippische Kammerherr und preußische Generalmajor Walter von Specht (1855–1923).

### Militärkarriere
Specht besuchte ein Gymnasium und trat am 3. Juni 1856 aus dem Kadettenkorps kommend als Portepeefähnrich in das Jäger-Bataillon der Kurhessischen Armee ein. Am 11. September 1856 folgte seine Beförderung zum Sekondeleutnant und vom 26. Juni 1865 bis 18. Juni 1866 war er als Militärlehrer beim Kadettenkorps tätig. Während des Krieges gegen Preußen im selben Jahr war Specht wieder bei seinen Jägern. Mit der Auflösung des Kurfürstentums wurde er am 30. Oktober 1866 als Premierleutnant in die Preußische Armee übernommen und dem Jäger-Bataillon Nr. 5 zugeteilt. Vom 1. Juli 1867 bis 26. Oktober 1868 zur Inspektion der Jäger und Schützen kommandiert, ernannte man Specht anschließend zum Adjutanten. Unter Belassung in diesem Kommando wurde er am 9. Januar 1869 in das Jäger-Bataillon Nr. 11 versetzt. Kurzzeitig war er im August 1870 Adjutant beim Generalgouvernement im Bereich des V. und VI. Armee-Korps, um dann für die Dauer des mobilen Verhältnisses dem Garde-Schützen-Bataillon aggregiert zu werden. Während des Krieges gegen Frankreich wurde er am 6. September zum Hauptmann befördert und als Kompaniechef in das Jäger-Bataillon Nr. 11 versetzt. Specht nahm an der Belagerung von Paris teil und wurde für seine Leistungen während der Schlacht von Le Bourget mit dem Eisernen Kreuz II. Klasse ausgezeichnet.
Am 11. Dezember 1877 in das 3. Magdeburgische Infanterie-Regiment Nr. 66 versetzt, wurde er hier am 23. Oktober 1879 Major. Daran schloss sich als Oberstleutnant ab 16. April 1887 eine Verwendung als etatsmäßiger Stabsoffizier im 6. Brandenburgischen Infanterie-Regiment Nr. 52 an. Mit seiner Beförderung zum Oberst ernannte man Specht am 13. August 1889 zum Kommandeur des Füsilier-Regiments „Prinz Heinrich von Preußen“ (Brandenburgisches) Nr. 35 in Brandenburg an der Havel. Vom 28. Juli 1892 bis zum 4. Mai 1894 war er als Generalmajor Kommandeur des 17. Infanterie-Brigade. Anschließend wurde er in Genehmigung seines Abschiedsgesuches  mit Pension zur Disposition gestellt.

### Familie
Specht heiratete am 5. September 1867 in Erfurt Julie Freiin Schenck zu Schweinsberg (* 9. März 1840 in Hofgeismar; † 30. Dezember 1928 in Mannheim), die Tochter des kurfürstlich hessischen Generalmajors Ludwig Freiherr Schenck zu Schweinsberg, Kommandant von Kassel, und der Luise Meisterlin.